# Lijst van voetbalinterlands Guinee - Tunesië
Deze lijst van voetbalinterlands is een overzicht van alle officiële voetbalwedstrijden tussen de nationale teams van Guinee en Tunesië. De landen hebben tot op heden 21 keer tegen elkaar gespeeld. De eerste ontmoeting, een vriendschappelijke wedstrijd, vond plaats op 30 december 1973 op een onbekende locatie in Guinee. Het laatste duel, een kwalificatiewedstrijd voor het Wereldkampioenschap voetbal 2018, werd gespeeld in Conakry op 7 oktober 2017.

## Wedstrijden
| №  | Plaats     | Datum            | Competitie                           | Wedstrijd        | Uitslag |
| -- | ---------- | ---------------- | ------------------------------------ | ---------------- | ------- |
| 1  | ?          | 30 december 1973 | Vriendschappelijk                    | Guinee − Tunesië | 0 − 0   |
| 2  | Conakry    | 5 juni 1977      | WK 1978 kwalificatie                 | Guinee − Tunesië | 1 − 0   |
| 3  | Radès      | 19 juni 1977     | WK 1978 kwalificatie                 | Tunesië − Guinee | 3 − 1   |
| 4  | Tunis      | 2 oktober 1977   | Afrika Cup 1978 kwalificatie         | Tunesië − Guinee | 3 − 0   |
| 5  | Conakry    | 16 november 1977 | Afrika Cup 1978 kwalificatie         | Guinee − Tunesië | 3 − 2   |
| 6  | Conakry    | 10 februari 1985 | WK 1986 kwalificatie                 | Guinee − Tunesië | 1 − 0   |
| 7  | Radès      | 24 februari 1985 | WK 1986 kwalificatie                 | Tunesië − Guinee | 2 − 0   |
| 8  | Radès      | 5 augustus 1988  | WK 1990 kwalificatie                 | Tunesië − Guinee | 5 − 0   |
| 9  | Conakry    | 21 augustus 1988 | WK 1990 kwalificatie                 | Guinee − Tunesië | 3 − 0   |
| 10 | Conakry    | 26 januari 1997  | Afrika Cup 1998 kwalificatie         | Guinee − Tunesië | 1 − 0   |
| 11 | Radès      | 13 juli 1997     | Afrika Cup 1998 kwalificatie         | Tunesië − Guinee | 1 − 0   |
| 12 | Radès      | 31 januari 1998  | Vriendschappelijk                    | Tunesië − Guinee | 4 − 1   |
| 13 | Radès      | 20 augustus 2003 | Vriendschappelijk                    | Tunesië − Guinee | 0 − 0   |
| 14 | Radès      | 1 februari 2004  | Afrika Cup 2004                      | Tunesië − Guinee | 1 − 1   |
| 15 | Conakry    | 20 juni 2004     | WK 2006 kwalificatie                 | Guinee − Tunesië | 2 − 1   |
| 16 | Radès      | 11 juni 2005     | WK 2006 kwalificatie                 | Tunesië − Guinee | 2 − 0   |
| 17 | Alexandrië | 30 januari 2006  | Afrika Cup 2006                      | Tunesië − Guinee | 0 − 3   |
| 18 | Radès      | 22 augustus 2007 | Vriendschappelijk                    | Tunesië − Guinee | 1 − 1   |
| 19 | Kigali     | 18 januari 2016  | African Championship of Nations 2016 | Tunesië − Guinee | 2 − 2   |
| 20 | Monastir   | 9 oktober 2016   | WK 2018 kwalificatie                 | Tunesië − Guinee | 2 − 0   |
| 21 | Conakry    | 7 oktober 2017   | WK 2018 kwalificatie                 | Guinee − Tunesië | 1 − 4   |

## Samenvatting
| Competitie                      | Totaal gespeeld | Winst Guinee | Gelijk | Winst Tunesië | Doelsaldo Guinee – Tunesië |
| ------------------------------- | --------------- | ------------ | ------ | ------------- | -------------------------- |
| WK-kwalificatie                 | 10              | 4            | 0      | 6             | 9 − 19                     |
| Afrika Cup                      | 2               | 1            | 1      | 0             | 4 − 1                      |
| Afrika Cup-kwalificatie         | 4               | 2            | 0      | 2             | 4 − 6                      |
| African Championship of Nations | 1               | 0            | 1      | 0             | 2 − 2                      |
| Vriendschappelijk               | 4               | 0            | 3      | 1             | 2 − 5                      |
| Totaal                          | 21              | 7            | 5      | 9             | 21 − 33                    |

FGF · A-internationals · Guinees vrouwenelftal
1960-1969 ·
1970-1979 ·
1980-1989 ·
1990-1999 ·
2000-2009 ·
2010-2019 ·
2020-2029
AC 1970 ·
AC 1974 ·
AC 1976 ·
AC 1980 ·
AC 1994 ·
AC 1998 ·
AC 2004 ·
AC 2006 ·
AC 2008 ·
AC 2012
1962 ·
1963 ·
1964 ·
1965 ·
1966 ·
1967 ·
1968 ·
1969 ·
1970 ·
1971 ·
1972 ·
1973 ·
1974 ·
1975 ·
1976 ·
1977 ·
1978 ·
1979 ·
1980 ·
1981 ·
1982 ·
1983 ·
1984 ·
1985 ·
1986 ·
1987 ·
1988 ·
1989 ·
1990 ·
1991 ·
1992 ·
1993 ·
1994 ·
1995 ·
1996 ·
1997 ·
1998 ·
1999 ·
2000 ·
2001 ·
2002 ·
2003 ·
2004 ·
2005 ·
2006 ·
2007 ·
2008 ·
2009 ·
2010 ·
2011 ·
2012 ·
2013 ·
2014 ·
2015 ·
2016 ·
2017 ·
2018 ·
2019 ·
2020 ·
2021 ·
2022 ·
2023 ·
2024
Algerije ·
Angola ·
Benin ·
Bermuda ·
Botswana ·
Brazilië ·
Burkina Faso ·
Burundi ·
Cambodja ·
Centraal-Afrikaanse Republiek ·
Chili ·
China ·
Comoren ·
Congo-Brazzaville ·
Congo-Kinshasa ·
DDR ·
Egypte ·
Equatoriaal-Guinea ·
Ethiopië ·
Gabon ·
Gambia ·
Ghana ·
Guinee-Bissau ·
Indonesië ·
Irak ·
Iran ·
Ivoorkust ·
Kaapverdië ·
Kameroen ·
Kenia ·
Kosovo ·
Lesotho ·
Liberia ·
Libië ·
Madagaskar ·
Malawi ·
Mali ·
Marokko ·
Mauritanië ·
Mauritius ·
Mozambique ·
Namibië ·
Niger ·
Nigeria ·
Noord-Korea ·
Oeganda ·
Rwanda ·
Senegal ·
Sierra Leone ·
Soedan ·
Somalië ·
Swaziland ·
Tanzania ·
Togo ·
Tsjaad ·
Tunesië ·
Turkije ·
Vanuatu ·
Venezuela ·
Vietnam ·
Zaïre ·
Zambia ·
Zimbabwe ·
Zuid-Afrika ·
Zuid-Jemen
FTF · A-internationals · Selecties · Bondscoaches · Tunesisch vrouwenelftal · Olympisch elftal · Tunesië U21 · Tunesië U20 · Tunesië U19 · Tunesië U18 · Tunesië U17
1950 – 1959 · 
1960 – 1969 · 
1970 – 1979 · 
1980 – 1989 · 
1990 – 1999 · 
2000 – 2009 · 
2010 – 2019 ·
2020 − 2029
WK 1978 · 
WK 1998 · 
WK 2002 · 
WK 2006 · 
WK 2018
OS 1960 · 
OS 1988 · 
OS 1996 · 
OS 2004
1957 · 
1958 · 
1959 · 
1960 · 
1961 · 
1962 · 
1963 · 
1964 · 
1965 · 
1966 · 
1967 · 
1968 · 
1969 · 
1970 · 
1971 · 
1972 · 
1973 · 
1974 · 
1975 · 
1976 · 
1977 · 
1978 · 
1979 · 
1980 · 
1981 · 
1982 · 
1983 · 
1984 · 
1985 · 
1986 · 
1987 · 
1988 · 
1989 · 
1990 · 
1991 · 
1992 · 
1993 · 
1994 · 
1995 · 
1996 · 
1997 · 
1998 · 
1999 · 
2000 · 
2001 · 
2002 · 
2003 · 
2004 · 
2005 · 
2006 · 
2007 · 
2008 · 
2009 · 
2010 · 
2011 · 
2012 · 
2013 · 
2014 · 
2015 · 
2016 ·
2017 ·
2018 ·
2019 ·
2020 ·
2021 ·
2022 ·
2023 ·
2024
Algerije ·
Angola ·
Argentinië ·
Australië ·
Bahrein ·
België ·
Benin ·
Bosnië en Herzegovina ·
Botswana ·
Brazilië ·
Bulgarije ·
Burkina Faso ·
Burundi ·
Canada ·
Centraal-Afrikaanse Republiek ·
Chili ·
China ·
Colombia ·
Comoren ·
Congo-Brazzaville ·
Congo-Kinshasa ·
Costa Rica ·
Denemarken ·
Djibouti ·
Duitse Democratische Republiek ·
Duitsland ·
Egypte ·
Engeland ·
Equatoriaal-Guinea ·
Ethiopië ·
Finland ·
Frankrijk ·
Gabon ·
Gambia ·
Georgië ·
Ghana ·
Guinee ·
Ierland ·
IJsland ·
Irak ·
Iran ·
Italië ·
Ivoorkust ·
Japan ·
Joegoslavië ·
Jordanië ·
Kaapverdië ·
Kameroen ·
Kenia ·
Koeweit ·
Kroatië ·
Letland ·
Libanon ·
Liberia ·
Libië ·
Madagaskar ·
Malawi ·
Mali ·
Malta ·
Marokko ·
Mauritanië ·
Mauritius ·
Mexico ·
Mozambique ·
Namibië ·
Nederland ·
Nieuw-Zeeland ·
Niger ·
Nigeria ·
Noorwegen ·
Oeganda ·
Oekraïne ·
Oman ·
Oostenrijk ·
Panama ·
Peru ·
Polen ·
Portugal ·
Qatar ·
Roemenië ·
Rusland ·
Rwanda ·
Saoedi-Arabië ·
Sao Tomé en Principe ·
Senegal ·
Servië en Montenegro ·
Seychellen ·
Sierra Leone ·
Slovenië ·
Soedan ·
Somalië ·
Sovjet-Unie ·
Spanje ·
Swaziland ·
Syrië ·
Tanzania ·
Togo ·
Tsjaad ·
Turkije ·
Uruguay ·
Verenigde Arabische Emiraten ·
Verenigde Staten ·
Wales ·
Wit-Rusland ·
Zambia ·
Zimbabwe ·
Zuid-Afrika ·
Zuid-Jemen ·
Zuid-Korea ·
Zweden ·
Zwitserland
België (2018) ·
Engeland (2018) ·
Oekraïne (2006) ·
Panama (2018) ·
Saoedi-Arabië (2006) · 
Spanje (2006)